# Río Zulia
Der Río Zulia ist ein etwa 310 Kilometer langer Fluss im Norden Südamerikas. 
Er durchfließt das kolumbianische Departamento de Norte de Santander, passiert bei Puerto Santander die Grenze zum venezolanischen Bundesstaat Zulia und mündet bei Encontrados in den Río Catatumbo.